# Erzbistum Cascavel
Das Erzbistum Cascavel (lat.: Archidioecesis Cascavellensis) ist eine in Brasilien gelegene römisch-katholische Erzdiözese mit Sitz in Cascavel im Bundesstaat Paraná.

## Geschichte
Papst Paul VI. gründete es am 5. Mai 1978 aus Gebietsabtretungen des Bistums Toledo und es wurde dem Erzbistum Curitiba als Suffragandiözese unterstellt.
Mit der Apostolischen Konstitution Maiori Christifidelium wurde es am 16. Oktober 1979 zum Metropolitanerzbistum erhoben.

## Ordinarien

### Bischof von Cascavel
- Armando Círio OSI (5. Mai 1978 – 16. Oktober 1979)

### Erzbischöfe von Cascavel
- Armando Círio OSI (16. Oktober 1979 – 27. Dezember 1995)
- Lúcio Ignácio Baumgärtner (27. Dezember 1995 – 31. Oktober 2007)
- Mauro Aparecido dos Santos (31. Oktober 2007 – 11. März 2021)
- Adelar Baruffi (22. September 2021 – 12. Februar 2024)
- José Mário Scalon Angonese (seit 2. Mai 2024)